# Orthosia expuncta
Orthosia expuncta là một loài bướm đêm trong họ Noctuidae.